# Galipea revoluta
Galipea revoluta là một loài thực vật có hoa trong họ Cửu lý hương. Loài này được Pirani mô tả khoa học đầu tiên năm 2004.